# Michelle Weitzel
Michelle Weitzel (* 18. Juni 1987 in Gelnhausen) ist eine deutsche Leichtathletin, die sich auf den Weitsprung spezialisiert hat.

## Karriere
Weitzel wurde 2011 Deutsche Hallenmeisterin im Weitsprung und daraufhin für die Halleneuropameisterschaften in Paris nominiert. Dort konnte sie sich nicht für das Finale qualifizieren. In der Freiluftsaison siegte sie bei der Internationalen Golden Roof Challenge in Innsbruck und bei den Deutschen Meisterschaften in Kassel. Bei der Universiade in Shenzhen belegte sie den fünften Rang.
Nach Abschluss ihres Lehramtsstudiums in Regensburg wechselte sie im November 2014 zum LC Rehlingen in die Trainingsgruppe von Bundestrainer Ulrich Knapp. Zuvor gehörte sie den Regensburger Vereinen LG Telis Finanz und SWC 46 an. Weitzel ist 1,81 m groß und wiegt 63 kg.

## Bestleistungen
- Weitsprung: 6,64 m (+0,9 m/s), 28. Mai 2011, Weinheim
  - Halle: 6,61 m, 27. Februar 2011, Leipzig
- Fünfkampf: 4108 Punkte, 31. Januar 2010, Frankfurt-Kalbach-Riedberg